# What Jennifer Did
What Jennifer Did är en brittisk dokumentärfilm som hade premiär på strömningstjänsten Netflix den 10 april 2024. Filmen är skapad av Jenny Popplewell.

## Handling
Filmen kretsar kring Jennifer Pan som ringer till larmcentralen och meddelar att hennes föräldrar har blivit skjutna. Men snart hamnar hon själv i fokus för utredningen.